# Bell Regio
La Bell Regio è una struttura geologica della superficie di Venere.